# 김승표
김승표(金承杓, 1965년 10월 1일~)는 대한민국의 은퇴한 펜싱 선수로 주 종목은 플뢰레이다. 1985년 하계 유니버시아드를 시작으로 국가대표로 활동했으며, 올림픽에 2회(1988, 1992), 아시안 게임에 4회 참가하였다. 또한 세계 선수권 대회에서 동메달 1개를 획득했다.

## 개인사
1993년 펜싱 선수인 신성자와 결혼했다.

## 수상

### 수훈
- 체육훈장 백마장(1986년 10월 6일)